# Neoapaloxylon
Neoapaloxylon – rodzaj roślin z rodziny bobowatych (Fabaceae). Obejmuje trzy gatunki będące endemitami Madagaskaru. Rosną w suchych lasach tropikalnych i w zaroślach kserofitycznych na podłożu piaszczystym i wapiennym. Bulwiaste korzenie są jadalne, a włóknista kora służy do wyrobu sznurów i lin.

## Morfologia
PokrójNiewielkie drzewa do 15 m wysokości.
LiścieSkrętoległe, parzyście pierzasto złożone z 5–19 parami całobrzegich listków. Przylistki drobne i szybko odpadające.
KwiatyDrobne, zebrane w wiechowatych kwiatostanach wyrastających na szczytach pędów i w kątach liści w szczytowych partiach pędów. Działki dzwonkowatego kielicha są zrośnięte, na końcu z 4 łatkami barwy białej lub czerwonej. Korony brak. Pręcików jest 10, są nierówne, o nagich nitkach. Słupek pojedynczy, z zalążnią zawierającą 8–16 zalążków, zwieńczony długą szyjką i drobnym znamieniem.
OwoceOkazałe, suche i niepękające strąki wykształcające się jako skrzydlak, zawierające zazwyczaj tylko jedno nasiono umieszczone na jednym końcu owocu, z pozostałą jego częścią działającą jako skrzydełko.

## Systematyka
Pozycja systematyczna
Jeden z rodzajów plemienia Detarieae z rodziny bobowatych Fabaceae.
Wykaz gatunków
- Neoapaloxylon madagascariense (Drake) Rauschert
- Neoapaloxylon mandrarense Du Puy & R.Rabev.
- Neoapaloxylon tuberosum (R.Vig.) Rauschert